# Cyprisk stavelseskrift

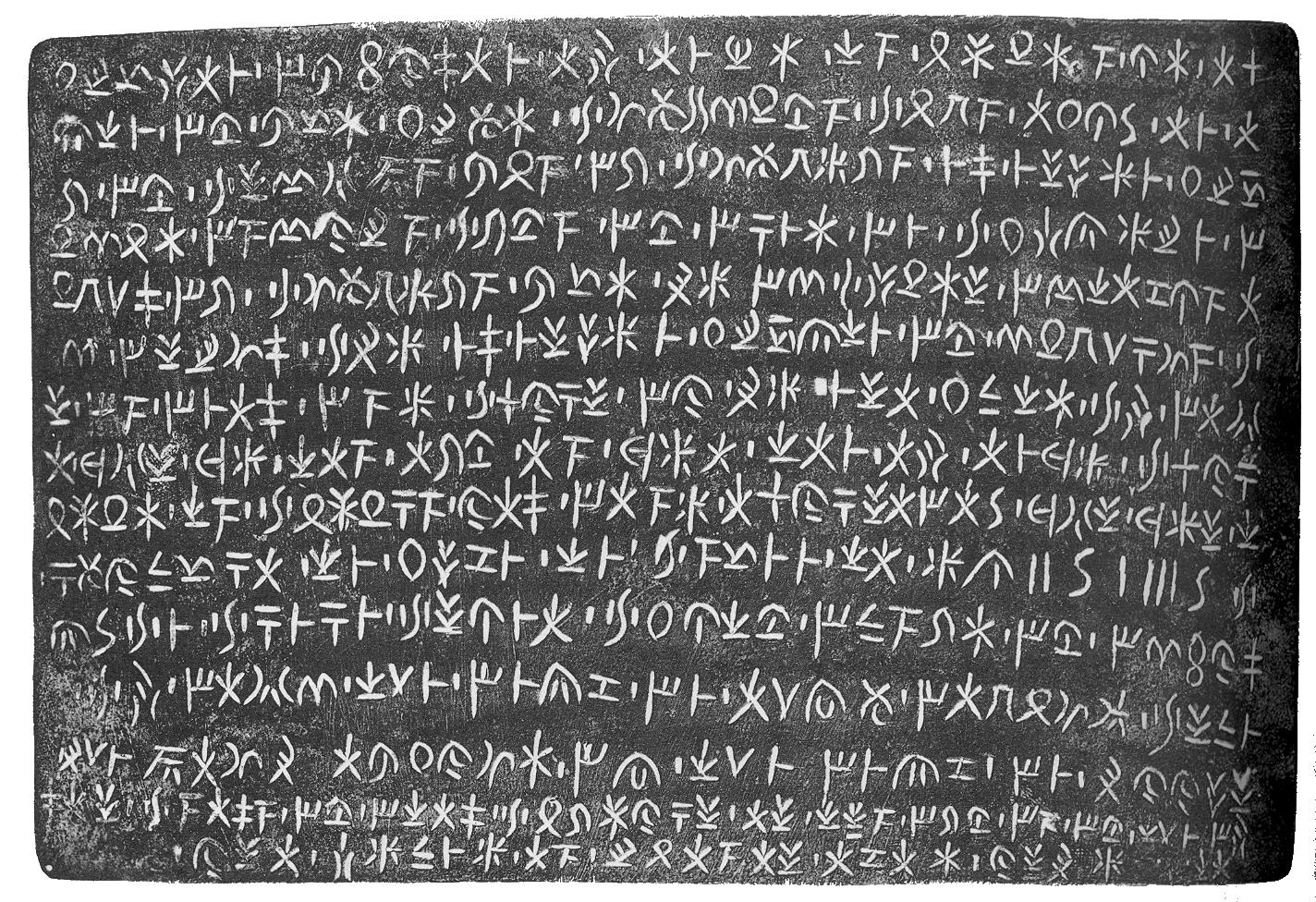
Inskrift från Idalion

Cyprisk stavelseskrift användes på Cypern cirka 1000 till 200 f Kr. Skriften omfattar 56 tecken som betecknar antingen en ensam vokal eller en konsonant plus en vokal. Många tecken har samma ljudvärde som i linear B men grupper av konsonanter och slutkonsonanter anges mer precist, och konsonanterna r och l kan skiljas åt. Texten skrevs normalt från höger till vänster. De flesta texter skrivna med cyprisk stavelseskrift är texter på grekiska, trots att skriften ursprungligen utvecklats för tidigare, ickegrekiska språk på Cypern. Cyprisk stavelsekrift är en vidareutveckling av den cypro-minoiska skriften som hittats i på lertavlor på Cypern och i Syrien.